# Jon Arbuckle
Pour les articles homonymes, voir Arbuckle.
Jonathan « Jon » Quentin Arbuckle, né le 28 juillet 1950, est un personnage de fiction créé par le dessinateur américain Jim Davis dans la bande dessinée Garfield, dans les deux films Garfield et Garfield 2 et dans la série télévisée d'animation Garfield et Cie.
Jon est le propriétaire de Garfield et de Odie. Il est fréquemment présenté comme un homme socialement incompétent, notamment en ce qui concerne les femmes.

## Développement du personnage
Le personnage de Jon Arbuckle est initialement envisagé par Jim Davis en tant que substitut d'auteur et est le personnage principal de la bande dessinée Jon aussi créée par Davis en 1976 et diffusée localement dans le journal The Pendleton Times de l'Indiana. Jon présentait Jon Arbuckle aux côtés de son chat de compagnie, Garfield, et d'un chien nommé « Spot », qui finira par devenir Odie. Davis a finalement décidé de remplacer Jon par Garfield comme personnage principal et en renommant la bande dessinée par Garfield quand il a présenté avec succès cette série au United Feature Syndicate en 1978,.

## Personnalité

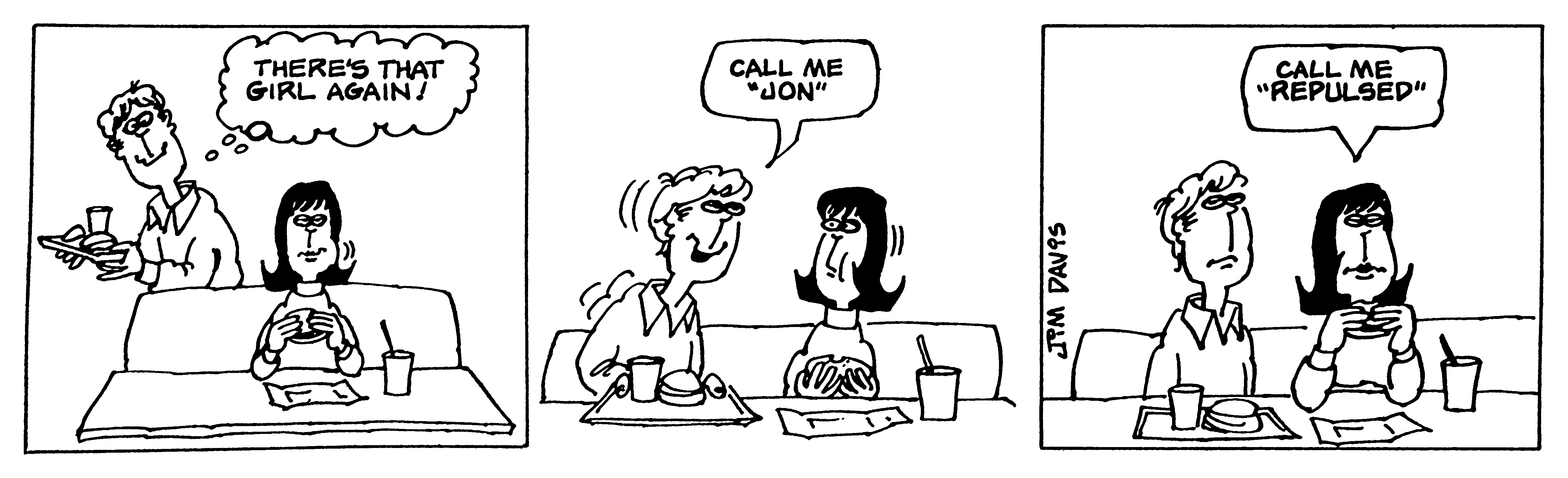
Jon Arbuckle dans les premières bandes dessinées titrées Jon de Jim Davis (avec Garfield), publiées dans le Pendleton Times entre 1976 et 1978.